# Condition de Laue
La condition de Laue ou condition de von Laue est, en physique du solide, et plus précisément en théorie de la diffraction sur un cristal, une équation donnant  une condition nécessaire et suffisante pour qu'une onde incidente soit diffractée par un réseau cristallin.
En notant  {\displaystyle {\vec {k_{i}}}} et {\displaystyle {\vec {k_{d}}}} les vecteurs d'onde des faisceaux incident et diffusé respectivement, la condition de Laue peut être exprimée simplement de la façon suivante :
{\displaystyle {\vec {k_{d}}}-{\vec {k_{i}}}={\vec {K}}}.
Pour {\displaystyle {\vec {K}}}, un vecteur reliant deux nœuds du réseau réciproque du cristal.
Cette condition est équivalente à la loi de Bragg et doit son nom à Max von Laue, pionnier de la diffraction des rayons X au début du XXe siècle.